# Melaleuca penicula
Melaleuca penicula là một loài thực vật có hoa trong Họ Đào kim nương. Loài này được (K.J.Cowley) Craven mô tả khoa học đầu tiên năm 1999.